# Ambrose Dudley (3e comte de Warwick)
Ambrose Dudley, 3e comte de Warwick, (c. 1530  – 21 février 1590) est un noble et général anglais, et le frère aîné du favori de la reine Elizabeth Ire, Robert Dudley, comte de Leicester.

## Jeunesse
Ambrose Dudley est le quatrième fils de Sir John Dudley, plus tard vicomte Lisle, comte de Warwick et duc de Northumberland, et de son épouse Jane Guildford. Les Dudley ont 13 enfants en tout et sont connus pour leurs tendances protestantes ainsi que pour leur vie de famille heureuse. Ambrose Dudley et ses frères sont formés, entre autres, par le mathématicien John Dee et le rhéteur Thomas Wilson. En août 1549, Dudley se rend à Norfolk avec son père et son jeune frère Robert pour lutter contre l'armée paysanne rebelle de Robert Kett. De retour à Londres, Dudley est fait chevalier  et épouse Anne Whorwood, fille de William Whorwood, défunt procureur général. En 1552, ils ont une fille qui meurt rapidement. Anne meurt également en 1552, de la suette. Dudley se remarie à Elizabeth Lady Tailboys (ou Talboys, 1520 - 1563), qui est une baronne à part entière avec de grandes possessions dans le Lincolnshire et le Yorkshire.
Après la mort du roi Édouard VI le 6 juillet 1553, John Dudley, duc de Northumberland, qui dirige le gouvernement du jeune roi depuis trois ans et demi, tente d'installer sa belle-fille Lady Jane Gray sur le trône d'Angleterre. Elle est la cousine protestante du roi à qui Edward a légué la couronne, contournant ses demi-sœurs Mary et Elizabeth. Lorsque Mary Tudor affirme son droit au trône, une expédition contre sa base d'East Anglia est inévitable. Northumberland marche le 14 juillet, accompagné de ses fils aînés, John et Ambrose. Cinq jours plus tard, le Conseil privé change de camp. En entendant cela, le 20 juillet, Northumberland, qui séjourne à Cambridge, abandonne et est arrêté avec son groupe le lendemain.
Ambrose Dudley est emprisonné dans la Tour de Londres avec son père et ses quatre frères. Tous sont déclarés hors la loi et condamnés à mort, mais seuls le duc et Guilford Dudley, le deuxième plus jeune frère, sont exécutés. Après la mort naturelle de John, le frère aîné, en octobre 1554, Ambrose Dudley est l'héritier de la famille. Il reste le plus longtemps dans la tour, étant libéré à la fin de 1554 après un plaidoyer de sa femme, Lady Tailboys. Dans l'ensemble, la libération des frères est provoquée par leur mère et leur beau-frère Henry Sidney, qui réussissent à faire pression sur les nobles espagnols autour du nouveau co-dirigeant et roi consort d'Angleterre, Philippe d'Espagne. Sortis de prison, en décembre 1554 ou janvier 1555, Ambrose et Robert Dudley participent à l'un des nombreux tournois organisés par Philippe pour célébrer l'amitié anglo-espagnole.
Toujours en janvier 1555, la mère de Dudley meurt, lui laissant ses terres, dont la reine Mary lui permet d'hériter malgré le fait qu'il soit toujours hors la loi. Cependant, les frères Dudley ne sont pas les bienvenus à la cour tant que le roi Philippe y est. Plus tard en 1555, ils reçoivent même l'ordre de quitter Londres et l'année suivante, à la suite d'un complot de leur cousin germain Henry Dudley, l'ambassadeur de France Antoine de Noailles rapporte que le gouvernement cherche à appréhender « les enfants du duc de Northumberland", qui seraient en fuite. En janvier 1557, les frères lèvent des contingents personnels afin de se battre pour Philippe II, désormais également roi d'Espagne. Ambrose, Robert et Henry Dudley rejoignent les forces espagnoles en France et participent à la bataille de Saint-Quentin, où Henry Dudley est tué. Pour ces services, les deux frères survivants sont restaurés dans le rang par une loi du Parlement en 1558. Le coût de la campagne a failli mettre en faillite Ambrose Dudley et sa femme, de sorte qu'ils ont dû réduire considérablement leur train de vie.

## Au service d'ÉlisabethIre

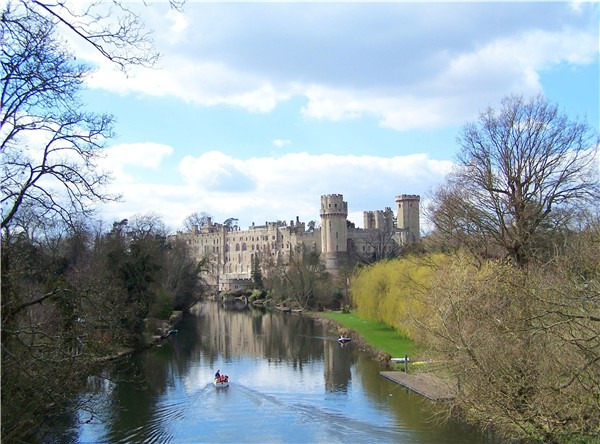
Le château de Warwick, l'ancien siège des comtes de Warwick Ambrose Dudley a accueilli la reine Elizabeth au château en 1572.

Avec l'avènement d'Élisabeth Ire en novembre 1558, Robert Dudley entre en grande faveur et est fait maître du cheval. Ambrose Dudley est Master of the Ordnance, bien qu'il ait pressé son frère influent de retarder quelque peu la nomination, afin qu'il ne puisse pas être tenu responsable du détournement de fonds par son prédécesseur. Lorsque leur mise hors la loi est levée en 1558, les frères Dudley renoncent à tout droit sur les biens ou les titres de leur père. Pourtant les 25 et 26 décembre 1561, Ambrose Dudley est créé baron Lisle et comte de Warwick et reçoit l'année suivante une grande partie des terres confisquées au duc de Northumberland. le Château de Warwick - que la reine a visité lors de l'été 1572 - devient son siège, tandis que le château voisin de Kenilworth devient celui de Robert Dudley. Comme leur père, Ambrose et Robert Dudley adoptent l'ours et le bâton en lambeaux, l'emblème héraldique des comtes médiévaux de Warwick.
En 1562, la première guerre de religion éclate en France, et Elisabeth subit la pression de ses conseillers protestants pour aider les huguenots. Ceux-ci tiennent Le Havre, qui est assiégé par le duc catholique François de Guise, et l'offrent aux Anglais en échange d'une aide militaire - plus tard, promirent-ils, ils l'échangeraient contre Calais, que l'Angleterre n'a perdu contre la France qu'en 1558. Elizabeth accepte d'envoyer 6 000 hommes en garnison au Havre. Ambrose Dudley est choisi pour diriger l'expédition à la place de Robert Dudley, qu'Elizabeth ne veut pas laisser partir malgré sa forte envie de le faire.
Warwick arrive au Havre fin octobre 1562. Il se montre sceptique dès le départ quant aux chances de tenir Le Havre, écrivant : "Je crains que [vous] soyez trop abusé de la bonne opinion que vous avez de la force de cette ville". Élisabeth précise bientôt qu'elle ne souhaite pas que son armée s'engage dans un quelconque soutien actif du côté huguenot, le but de la contribution anglaise restant quelque peu obscur. En mars 1563, les belligérants français acceptent une paix, tandis qu'Élisabeth décide de s'accrocher au Havre jusqu'à ce que Calais soit rendu aux Anglais, comme cela a été convenu avec le parti huguenot. Les Français réconciliés, cependant, se retournent ensemble contre la garnison anglaise. Les fortifications du Havre auraient nécessité d'importants agrandissements et réparations pour résister à un siège prolongé. Pourtant, Dudley fait de son mieux jusqu'à ce que les murs de la ville s'effondrent sous les bombardements français et que la reine lui permette de se rendre honorablement en juillet 1563 à cause de la peste qui décime ses troupes. Ambrose Dudley lui-même a reçu une balle dans la jambe lors de pourparlers avec les Français et est rentré en Angleterre gravement malade. Il écrit à son frère qu'il est heureux « plutôt de mettre fin à mes jours sur la brèche que dans n'importe quelle maladie... Adieu mon cher et tendre frère, mille fois." Robert Dudley va l'accueillir à Portsmouth malgré la peste et au grand dam d'Elizabeth.
Politiquement, l'expédition est un désastre, mais Warwick est reconnu pour son leadership car le moral est au plus haut et la population civile a été traitée avec un respect inhabituel. Il est récompensé par la seigneurie galloise de Ruthin et l'ordre de la Jarretière, qui lui sont décernés alors qu'il est encore en France en avril 1563. Sa blessure de guerre - qui n'a jamais guéri correctement - le rend inapte pour des postes tels que Lord Président du Conseil du Nord ou Lord Adjoint d'Irlande lorsqu'ils lui sont proposés. Elizabeth Tailboys est également décédée alors que son mari est en France, et le 11 novembre 1565 Ambrose Dudley se marie pour la troisième fois avec Anne Russell, 16 ans, fille de Francis Russell (2e comte de Bedford). Robert Dudley, comte de Leicester, arrange le mariage. La mariée devient plus tard l'une des amies les plus proches d'Elizabeth.
En novembre 1569, la rébellion du Nord éclate dans le but d'installer Marie Stuart (qui est en captivité en Angleterre) sur le trône d'Angleterre. Le comte de Warwick est l'un des commandants nommés pour marcher contre la révolte, qui se désintègre cependant rapidement. En raison de sa mauvaise santé, Warwick est bientôt autorisé à retourner dans ses domaines des Midlands.
En tant que maître de l'artillerie, Warwick préside un département gouvernemental de plus en plus important, qui gère de manière centralisée le stockage et la mise en service de l'artillerie, des munitions et des armes légères de l'État. Le prince Guillaume d'Orange apprécie les canons anglais et Warwick, qui croit ardemment à la cause protestante internationale semble lui avoir volontairement fourni ce qu'il voulait. L'ambassadeur d'Espagne proteste officiellement contre cette pratique en 1576, car les armes auraient été utilisées contre les Espagnols aux Pays-Bas. En 1573, Warwick est admis au Conseil privé. Sa fréquentation des affaires est assez régulière jusqu'à ce qu'elle décline fortement en raison de la détérioration de sa santé dans les années 1580. Lors du procès de 1587 de Mary Stuart, il est commissaire et est invité par la reine écossaise à plaider pour elle avec son frère, le comte de Leicester absent. Le jour où la sentence est prononcée contre elle, Warwick n'est pas présent.
L'un des derniers postes de Warwick, en janvier 1588, est celui de gardien des parcs de la reine à Grafton Regis avec les pelouses, les poursuites et les promenades.

## Vie privée

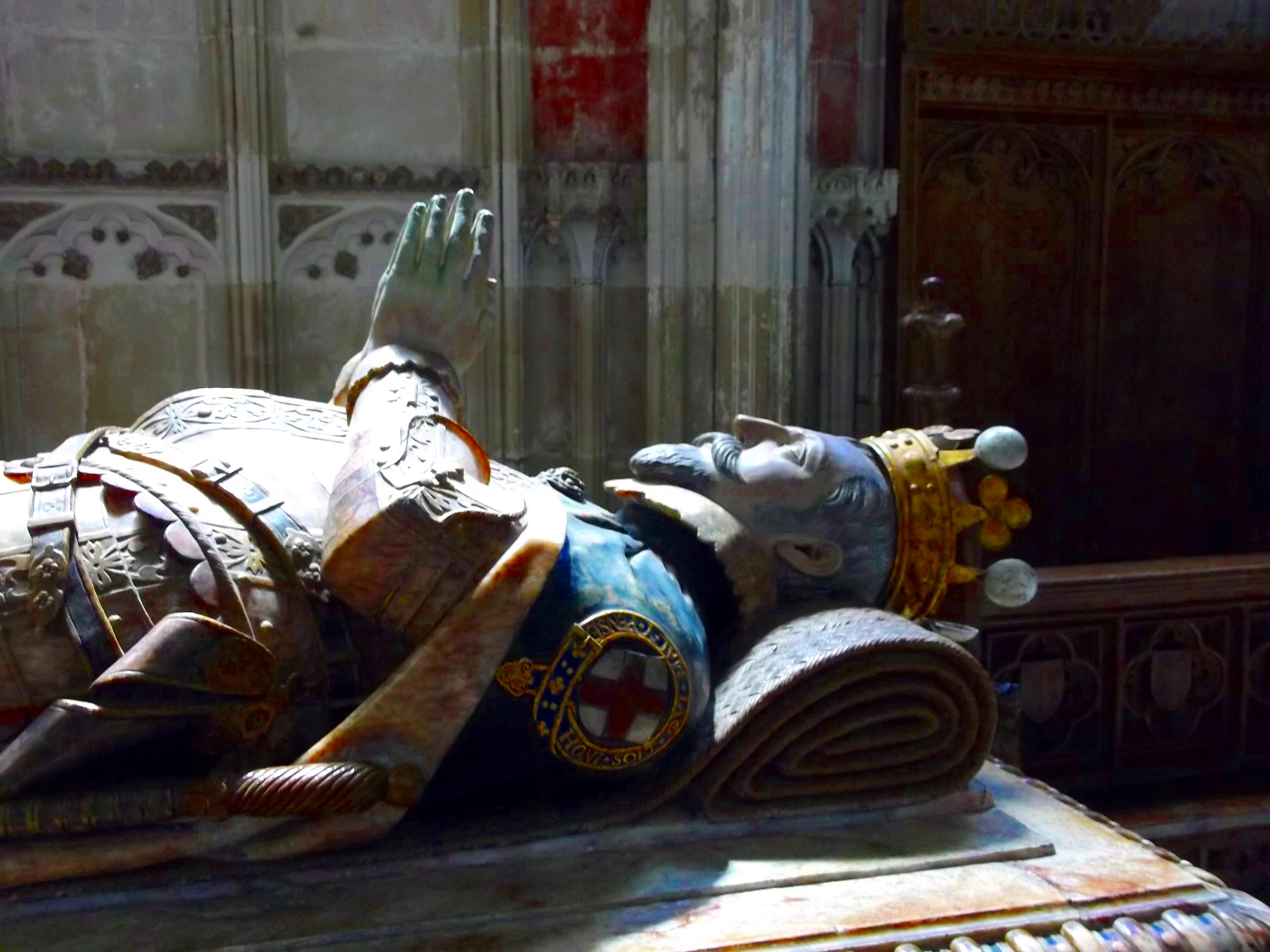
Effigie funéraire d'Ambrose Dudley dans la chapelle Beauchamp de la collégiale St Mary, Warwick.

Ambrose Dudley est l'un des principaux soutiens du puritanisme modéré, dont la principale préoccupation est la promotion de la prédication. Découragée par l'Église officielle, celui-ci dépend en grande partie des initiatives privées de nobles influents. En 1567, les deux comtes Dudley, avec la noblesse locale, fondent un consortium qui prévoit « les prédicateurs de l'Évangile dans le comté de Warwick ». Ambrose Dudley aide également le prédicateur John Field lorsqu'il a des ennuis à cause d'un livre subversif qu'il a publié en 1565 ; et quand il est emprisonné en 1572, Leicester et Warwick obtiennent son transfert dans une prison confortable, dans la maison d'un conseiller municipal de Londres avant qu'il ne soit complètement libéré par l'intervention de ses patrons. Comme son frère, Ambrose Dudley investit dans des voyages d'exploration et de course, dans la recherche de Martin Frobisher en 1576 pour le Passage du Nord-Ouest où il est le principal mécène, bien qu'il n'ait contribué que pour la somme relativement modeste de 50 £.
Les deux frères Dudley sont très proches et Ambrose dit de Robert : « il n'y a aucun homme [qui] connaît mieux ses actions que moi-même », tandis que la phrase récurrente de Robert à propos d'Ambrose est : « lui que j'aime comme moi-même ». Manquant d'une grande résidence londonienne, Warwick a sa suite de chambres dans la somptueuse Leicester House.
Après son premier mariage, Ambrose Dudley reste sans enfant. Sa seconde épouse, Elizabeth Tailboys, subit une grossesse fantôme en 1555. Par leur grand-mère paternelle, les frères Dudley descendent des célèbres comtes du XVe siècle, John Talbot (1er comte de Shrewsbury), et Richard de Beauchamp (13e comte de Warwick). L'absence d'enfant d'Ambrose préoccupe profondément le veuf Robert Dudley, qui pendant de nombreuses années n'a pas osé se remarier par peur du mécontentement de la reine et est finalement décédé lui-même sans héritier direct en septembre 1588. La plupart des biens et des dettes de Leicester sont transmises à Warwick et rendent sa situation difficile. Il s'occupe également du fils adolescent illégitime de son frère décédé,  Robert, qui est son filleul et dont Leicester aurait voulu comme héritier après la mort de Warwick.
À partir des années 1570, le comte de Warwick réside souvent à North Hall, sa maison à Northaw, dans le Hertfordshire. Il voyage peu car il est souvent incapable de se déplacer, n'ayant "pas l'usage de ses jambes". Fin janvier 1590, il subit enfin l'amputation de sa jambe gangrenée et meurt à Bedford House dans le Strand, à Londres, le 21 février. Deux jours auparavant, le diplomate Edward Stafford lui rend visite et décrit ses spasmes et ses douleurs « qui l'ont duré jusqu'à sa mort ». Le comte de Warwick est enterré dans la chapelle Beauchamp de l'église collégiale de St Mary, Warwick, à proximité de son ancêtre Richard Beauchamp, son frère Robert, et son petit neveu Robert Dudley, Lord Denbigh, le fils de Leicester qui, au cours de sa courte vie a été l'héritier des deux comtés de Dudley. La veuve d'Ambrose Dudley commande son monument mais sur sa demande est enterrée avec ses ancêtres dans Chenies, Buckinghamshire, quand elle meurt en 1604. Ambrose Dudley est entré dans la tradition en tant que « bon comte de Warwick » ; cela est probablement dû à son style de vie calme, qui contrastait avec le personnage coloré de son frère, le Favori de la reine.

## Sources
- Adams, Simon (1995): Household Accounts and Disbursement Books of Robert Dudley, Earl of Leicester, 1558-1561, 1584-1586 Cambridge University Press (ISBN 0-521-55156-0).
- Adams, Simon (2002): Leicester et la Cour: Essais sur la politique élisabéthaine Manchester University Press (ISBN 0-7190-5325-0).
- Adams, Simon (2008a): "Dudley, Ambrose, comte de Warwick (c.1530-1590)" Oxford Dictionary of National Biography edn en ligne. Janvier 2008 (abonnement requis) Récupéré le 2010-04-06.
- Adams, Simon (2008b): "Dudley, Anne, comtesse de Warwick (1548/9–1604)" Oxford Dictionary of National Biography edn en ligne. Janvier 2008 (abonnement requis) Récupéré le 2010-06-11.
- Adams, Simon (2008c): "Dudley, Robert, comte de Leicester (1532/3-1588)" Oxford Dictionary of National Biography edn en ligne. Mai 2008 (abonnement requis) Récupéré le 03/04/2010.
- Bruce, John (1844): Correspondance de Robert Dudley, comte de Leycester, pendant son gouvernement des Pays-Bas, dans les années 1585 et 1586 Camden Society
- Chamberlin, Frederick (1939): Elizabeth et Leycester Dodd, Mead & Co.
- Britain and the Netherlands: Volume VI War and Society Paper Delivered to the Sixth Anglo-Dutch Historical Conference, Martinus Nijhoff, 1977.
- Français, Peter (2002): John Dee: Le monde d'un mage élisabéthain Routledge (ISBN 0-7448-0079-X).
- Hammer, PEJ (2003) : Elizabeth's Wars : War, Government and Society in Tudor England, 1544 – 1604 Palgrave Macmillan (ISBN 978-0-333-91943-9).
- Ives, Eric (2009) : Lady Jane Grey : Un mystère Tudor Wiley-Blackwell (ISBN 978-1-4051-9413-6).
- Jenkins, Elizabeth (2002): Elizabeth et Leicester The Phoenix Press (ISBN 1-84212-560-5).
- Loades, David (1996): John Dudley, duc de Northumberland 1504-1553 Clarendon Press (ISBN 0-19-820193-1).
- Loades, David (2008): "Dudley, John, duc de Northumberland (1504-1553)" dans Oxford Dictionary of National Biography en ligne edn. Oct 2008 (abonnement requis) Récupéré le 04/04/2010.
- Owen, DG (éd.) (1980): Manuscrits du marquis de Bath Volume V : Documents Talbot, Dudley et Devereux 1533-1659 HMSO (ISBN 0-11-440092-X).
- Stone, Lawrence (1967): La crise de l'aristocratie, 1558 – 1641: Édition abrégée Oxford University Press (ISBN 0-19-500274-1).
- Warwick, Frances Comtesse de (1903) : Château de Warwick et ses comtes Vol. Je Hutchinson & Co.
- Wilson, Derek (1981) : Sweet Robin : une biographie de Robert Dudley comte de Leicester 1533 – 1588 Hamish Hamilton (ISBN 0-241-10149-2).